# コンスタンチン・チュー
コンスタンチン・チュー（Konstantin "Kostya" Tszyu、1969年9月19日 - ）は、オーストラリアのプロボクサー。ソビエト連邦、セロフ（現ロシア連邦スヴェルドロフスク州）で生まれたが、ソビエト連邦崩壊後の1992年からはオーストラリアのシドニーに在住している。元WBAスーパー・WBC・IBF世界スーパーライト級統一王者。
剛腕を振りかざす無類のハードパンチャーで左手を伸ばし空手の様な構えからノーモーションで真っ直ぐに伸びる右ストレートはスピード、破壊力とも他に類を見ない。試合ごとに彼の妻が編むという後ろ髪の弁髪のような細い三つ編みがトレードマークになっている。息子のニキータ・チューとティム・チューもボクサーである。

## 来歴

### アマチュア時代
チューはソビエト連邦の貧しい家庭に生まれた。父親は朝鮮人とモンゴル人の血を引いており、母親はロシア人である(高麗人も参照)。幼少の頃から父に連れられてボクシングを始めた。直ぐに頭角を現したチューは、ソビエト連邦のナショナルチームに招集される。彼は、当時社会主義の優秀さをアピールするためにアマチュアスポーツの強化を国策にしていたソ連でボクシングのエリート教育を受けることになる。チューはソ連代表として1987年・1989年・1991年の世界選手権大会に出場する。1989年の世界選手権モスクワ大会ではライト級銅メダル、同年ヨーロッパ選手権では金メダルを獲得。1991年の世界選手権シドニー大会ではスーパーライト級金メダル、同年ヨーロッパ選手権では金メダルを獲得している。1988年にはソウルオリンピックにも出場し、3回戦まで進出している。
ソビエト連邦崩壊後の1992年にチューは、1991年に世界選手権で訪れたオーストラリアに後の妻とともに移住。1993年に結婚し、オーストラリアの市民権を得た。

### プロ時代
1992年3月1日、オーストラリアのプロモーターであるビル・モルディと契約しメルボルンでプロデビュー。
1995年1月28日、ネバダ州ラスベガスでIBF世界スーパーライト級王者ジェイク・ロドリゲスと対戦し挑戦し6回TKOで勝ちで王座を獲得した。
1997年5月31日にヴィンス・フィリップスに10回TKOで敗れるまで、5度の王座防衛に成功した。
1998年11月28日、WBC世界スーパーライト級暫定王座を獲得した。
1999年、ミゲル・アンヘル・ゴンザレスとの王座決定戦に勝ち、正規王者となった。
2000年、フリオ・セサール・チャベスの挑戦を6回TKOで退けるなど同王座を3度防衛した。
2001年2月3日、WBA世界スーパーライト級王者のシャンバ・ミッチェルと王座統一戦を行い、7回TKOで勝ちで王座統一に成功した。
2001年11月3日、IBF世界スーパーライト級王者のザブ・ジュダーを2回TKOで勝利して3団体の統一にも成功。
3団体の王座防衛に2度成功した後、チューは怪我のため長期療養を余儀なくされる。
2年近くのブランクの間にWBA世界スーパーライト級スーパー王座を剥奪され、WBC世界スーパーライト級王座も剥奪された。
2004年11月6日、IBF世界スーパーライト級暫定王者ミッチェルとの団体内王座統一戦。ブランクのため、戦前はやや不安視されたが蓋を開けてみれば必殺の右ストレートは健在であり、3回TKO勝ちで団体内王座統一に成功した。
2005年6月4日、イギリス・マンチェスターでリッキー・ハットンと対戦。結果はハットンがチュー相手に臆することなく押し捲り、11回終了時にチューが試合を放棄する形で王座から陥落、試合後脳内出血が発覚し引退した。

## 獲得タイトル
- WBA世界スーパーライト級スーパー王座
- WBC世界スーパーライト級暫定王座
- WBC世界スーパーライト級王座
- IBF世界スーパーライト級王座